# Guide Rock
Guide Rock é uma vila localizada no estado americano de Nebraska, no Condado de Webster.

## Demografia
Segundo o censo americano de 2000, a sua população era de 245 habitantes.
Em 2006, foi estimada uma população de 216, um decréscimo de 29 (-11.8%).

## Geografia
De acordo com o United States Census Bureau, a localidade tem uma área de 1,3 km², sem área coberta por água. Guide Rock localiza-se a aproximadamente 508 m acima do nível do mar.

## Localidades na vizinhança
O diagrama seguinte representa as localidades num raio de 28 km ao redor de Guide Rock.